# 大野守衛
大野 守衛（おおの もりえ、1879年（明治12年）3月1日 – 1958年（昭和33年）7月18日）は、日本の外交官。神奈川県藤沢市長。錦鶏間祗候。

## 経歴
山口県出身。1904年（明治37年）に東京帝国大学法科大学法律学科（独法）を卒業し、大学院で国際法を研究した。1906年（明治39年）、外務省に入り、翌年に外交官及領事官試験に合格した。領事官補として牛荘、ハルビンに勤務した。1910年（明治43年）、外交官補としてドイツに赴任し、翌年より大使館三等書記官となった。1914年（大正3年）、第一次世界大戦のため帰国し、南洋諸島（当時のドイツ帝国太平洋保護領の一部）への出張を命じられた。1916年（大正5年）、イタリア大使館二等書記官となった。その後、外務書記官、通商局第二課長を経て、1920年（大正9年）にハンブルク総領事となり、さらにドイツ大使館参事官を務めた。1926年（大正15年）、オーストリア駐箚特命全権公使に任命された。
1933年（昭和8年）に退官した後は藤沢町長を務め、1940年（昭和15年）に市制が施行されると、翌年に初代市長に就任した。藤沢市長は1942年（昭和17年）まで務めた。戦後、公職追放となった。

## 栄典
- 1917年（大正6年）1月31日 - 正六位[6]
- 1933年（昭和8年）5月22日 - 従三位[7]
- 1940年（昭和15年）8月15日 - 紀元二千六百年祝典記念章[8]

## 著書
- 『独領南洋諸島事情』（外務省通商局、1915年）

## 親族
- 父[1] 大野直輔 ‐ 造幣局長、会計検査院部長。錦鶏間祗候。岳父に大審院判事の赤井直揉[9]。
- 兄・大野直枝（1875－1913） ‐ 植物生理学者。東京帝国大学理学部卒。1907年にドイツのライプチヒ大学へ私費留学し、近代植物生理学の創立者・ヴィルヘルム・ペッファーに師事[10]、帰国後札幌の東北帝国大学農科大学教授[11]。ドイツで植物の屈性における刺激伝達に関する論文を発表するなど、当時としては極めて独創性のある研究成果を残したが札幌で病により早世した[12][13]。岳父に河上謹一[14]。孫に大野茂男[12]。